# ERC32
Az ERC32 egy űrbeli alkalmazások számára kifejlesztett sugárzástűrő 32 bites RISC típusú processzor. Fejlesztője a volt Temic cég, amely most az Atmel cég része. Két változatát gyártották, az egyik az ERC32 csipkészlet volt (alkatrész-számai: TSC691, TSC692, TSC693), amelyben a TSC691 a fixpontos egység (integer unit, IU), a TSC692 a lebegőpontos egység, FPU és a TSC693 csip a memóriavezérlő (MEC) szerepét tölti be. Élettartama alatt a csipek különböző javításokat kaptak, ezeket iterációknak nevezték és betűkkel jelölték. Így pl. a TSC691E jelű IU a harmadik iterációt, a TSC692G jelű FPU a negyediket, a TSC693E jelű MEC viszont az első iterációt képviseli. Később jelent meg az ERC32 Single Chip, a TSC695 jelű egycsipes ERC32 processzor. Mindezek a megvalósítások a SPARC V7 specifikációkat követik. A többcsipes ERC32 (ERC32 3CS) változat mára elavult, ezért támogatását az utóbbi időben megszüntették.

## Leírás
A TSC695F (ERC32 Single-Chip) egy nagymértékben integrált, nagy teljesítményű 32 bites RISC beágyazott processzor, amely a SPARC architektúra V7 specifikciójának felel meg. Fejlesztése az ESA támogatásával történt, és jelenleg egy teljes fejlesztőkörnyezetet kínál a beágyazott űrbeli alkalmazások céljára. A processzor az Atmel 0,5 µm-es sugárzástűrő (≥300 KRADs (Si)) továbbfejlesztett CMOS folyamatával (RTP) készül. Speciálisan a világűrben való felhasználásra kélszült, csipbe épített konkurens átmeneti és állandó hibaérzékelési logika található benne. A TSC695F csip része egy fixpontos egység (integer unit, IU), egy lebegőpontos egység (floating point unit, FPU), egy memóriavezérlő és egy DMA arbiter. A valós idejű alkalmazások céljaira a TSC695F el van látva egy nagy biztonságú watchdog áramkörrel és két időzítővel, ezen kívül tartalmaz még egy megszakításvezérlőt, soros és párhuzamos interfészeket. A hibatűrést támogatja a belső és külső síneken (buszokon) alkalmazott paritásellenőrzés és egy EDAC (hibafelismerő és javító egység) a külső adatsínen. A kialakítás nagymértékben tesztelhető csipbe épített debugger (On-Chip Debugger, OCD) és boundary scan (áramkör) segítségével egy JTAG interészen keresztül.

## Jellemzők
- Fixpontos egység (Integer Unit, IU): SPARC V7 RISC architektúra, négyfokozatú futószalag
- Integrált, optimalizált 32- és 64 bites lebegőpontos egység, egyszeres és duplapontos lebegőpontos adatformátumok, négyfokozatú futószalag, IU-val párhuzamos végrehajtás, ANSI/IEEE-754 (1985) szabványnak megfelel
- Utasításkészlet: SPARC V7 (6 utasítás-kategória: load/store, aritmetikai/logikai/eltolási, vezérlésátadás, írás/olvasás vezérlőregiszter, lebegőpontos, egyéb)
- Csipbe épített perifériák
  - EDAC, paritásgenerátor és ellenőrző
  - memóriainterfész
    - csipválasztó jel generátor (chip select generator)
    - várakozásiállapot generálás (waitstate generation)
    - memóriavédelem

  - DMA arbiter
  - Időzítők (timerek)
    - Általános timer (General Purpose Timer, GPT)
    - Valós idejű óra timere (Real-time Clock Timer, RTCT)
    - Watchdog timer (WDT)

  - Megszakításvezérlő 5 külső bemenettel
  - Általános célú interfész (General Purpose Interface, GPI)
  - Kettős UART
- Gyors RAM interfész
- 8 vagy 40 bites boot-PROM (Flash) interfész
- IEEE 1149.1 Test Access Port (TAP) ellenőrzési és debug célokra
- Teljesen statikus kialakítás
- Teljesítmény: 20 MIPS/5 MFlops (duplapontos), 25 MHz SYSCLK rendszeróra mellett.
- Mag fogyasztása: 1,0W tipikus 20 MIPS-en, 0,7W tipikus 10 MIPS-en
- Feszültségszint: 4,5V-től 5,5V-ig, hőmérsékleti tartomány: -55 °C – +125 °C
- Sugárzási szint: max. 300 KRADs (Si), a MIL STD 883 Method 1019 tesztmetódus szerint tesztelve
- SEU (single event upset, sugárzás által kiváltott egyszeri hibaesemény) szint: jobb mint 3 E-8 hiba/komponens/nap (legrosszabb eset)
- Nincs egyszeri kiülés (single event latch-up) 80 MeV/mg/cm LET szint alatt.
- Tokozás: 256 MQFPF; Bare Die

Forrás:

## Fordítás
Ez a szócikk részben vagy egészben  az   ERC32 című angol Wikipédia-szócikk ezen változatának fordításán alapul.  Az eredeti cikk szerkesztőit annak laptörténete sorolja fel. Ez a jelzés csupán a megfogalmazás eredetét és a szerzői jogokat jelzi, nem szolgál a cikkben szereplő információk forrásmegjelöléseként.